# Podargus
Podargus és un gènere d'ocells de la família dels podàrgids (Podargidae).

## Taxonomia
Segons la Classificació del Congrés Ornitològic Internacional (versió 2.5, 2010) aquest gènere està format per tres espècies:
- podarg ocel·lat (Podargus ocellatus).
- podarg de Nova Guinea (Podargus papuensis).
- podarg australià (Podargus strigoides).